# Wislow Island
Wislow Island ist eine kleine unbewohnte Insel der Fox Islands, die zu den Aleuten gehören. Die Insel liegt etwa 11 km von Unalaska entfernt.